# Rabka-Zdrój
Rabka-Zdrój (en dialectos gorales: Robka; coloquialmente: Rabka) es una localidad y ciudad-balneario en el voivodato de Pequeña Polonia (Małopolska), en Polonia. Está situada entre Cracovia y Zakopane, en el condado de Nowy Targ, en un valle en la ladera norte de las montañas Gorce, donde los ríos Poniczanka y Słonka se unen al Raba. Tiene cerca de 13.000 habitantes. Hay una notable población de górales en la ciudad. 
Rabka fue siempre conocida por sus salinas y desde 1864 se convirtió en una popular ciudad balneario. El primer centro de tratamiento infantil se estableció unos pocos años más tarde y continúa activo hasta hoy. La hidroterapia sigue siendo utilizada en hospitales y sanatorios locales. 
El museo Władysław Orkan, instalado en una iglesia de madera de alerce del siglo XVII, incluye una colección de esculturas populares y vidrieras. También alberga el "Museo de la Orden de la Sonrisa" (la cual es otorgada a adultos por los niños) y acoge eventos tales como el carnaval de invierno, el Festival de los Cárpatos de Conjuntos Regionales de Niños, así como el Festival Internacional de Vacaciones Infantiles de Montaña. Otros eventos folclóricos y de entretenimiento son celebrados aquí durante la temporada de verano.

## Historia
El nombre se menciona por primera vez, refiriéndose a un documento durante el reinado de Bolesław Wstydliwy, en 1254, escrito por Jan Długosz en la forma Sal in Rabschyca, lo que indicaría que ya en aquella época los manantiales de salmuera de Rabczańskie eran conocidos y probablemente utilizados para las necesidades del monasterio cisterciense, en cuya finca se encontraba Rabka.
En 1595, el pueblo, situado en el poviato Szczyrzycki del voivodato de Cracovia, era propiedad de la castellana de Cracovia, Ana de Sieniawscy Jordanowa.
Como mencionó Eugeniusz Janota en 1860 en su guía de viajes a Babia Góra, los montes Tatras y los montes Pieninos, "hay seis manantiales de agua salada al este de este pueblo, en dirección al pueblo llamado Słoném, situado en el arroyo Słonka, de agua gelatinosa yodada-bromada, utilizada desde tiempos inmemoriales por los montañeses de Beskid para la pérdida de fuerza de voluntad, pero, a raíz del informe de un médico de 1813, por orden del gobierno fueron colapsadas con piedras y vigiladas para que no se pudiera tomar el agua. Del nombre de uno de estos manantiales (en el campo señorial) en el pozo se deduce que aquí hubo minas, probablemente de sal".
Como resultado de las investigaciones llevadas a cabo en 1858 por el químico cracoviano Adolf Aleksandrowicz y el médico Friedrich Skobel, se llegó a la conclusión de que la salmuera local es una de las salmueras de yodo-bromo más fuertes de Europa. Como se señala en la mencionada guía de E. Janota, "la temperatura de estos manantiales es de + 12 °C., la gravedad de las especies es desigual; una libra de agua de un manantial rindió 126,41, la otra 177,6 granos de elementos curativos (cloro, yodo y bromo, carbonatos alcalinos, hierro y algo de cal, además de ácido carbónico)". La primera instalación de baño-medicinal se estableció en 1864, y ocho años más tarde se abrió una instalación de tratamiento infantil. El microclima específico del lugar hizo que Rabka se desarrollara rápidamente, sobre todo como balneario infantil.
Durante la ocupación nazi, los alemanes establecieron un gueto para los residentes judíos en 1941. Albergaba a unos 650 judíos. En agosto de 1942, fueron deportados al campo de exterminio de Belzec y algunos al gueto de Nowy Targ.
Durante la Segunda Guerra Mundial, los alemanes establecieron en la ciudad una escuela de policía llamada la Academia Sipo-SD para adiestrar a verdugos y torturadores. La escuela y sus alrededores fueron el lugar de numerosas atrocidades antes de ser finalmente cerrada al estar llegando la guerra a su fin e irse los alemanes. 
El comandante de la escuela fue originalmente el Hauptsturmfuhrer de las SS Hans Krueger y su ayudante y secretario político fue el Untersturmfuhrer de las SS Wilhelm Karl Johannes Rosenbaum. La escuela de instrucción de la Policía Nazi estuvo originalmente situada en Zakopane, pero se trasladó a Rabka en julio de 1940 junto con el personal permanente y los trabajadores judíos. 
Se estima que más de treinta redadas contra los judíos fueron llevadas a cabo en los barrios próximos a la escuela. Los judíos detenidos fueron ejecutados dentro de la escuela y en el bosque detrás de ésta, siendo peor el trato con aquellos judíos más piadosos. Para ocultar los numerosos asesinatos en la escuela, Rosenbaum mandó al clérigo de Rabka, Cheslav Triboski, que registrase sus muertes como "víctimas de ataque cardíaco".  

## Demografía
Pirámide de población de los residentes de Rabka-Zdrój en 2014:

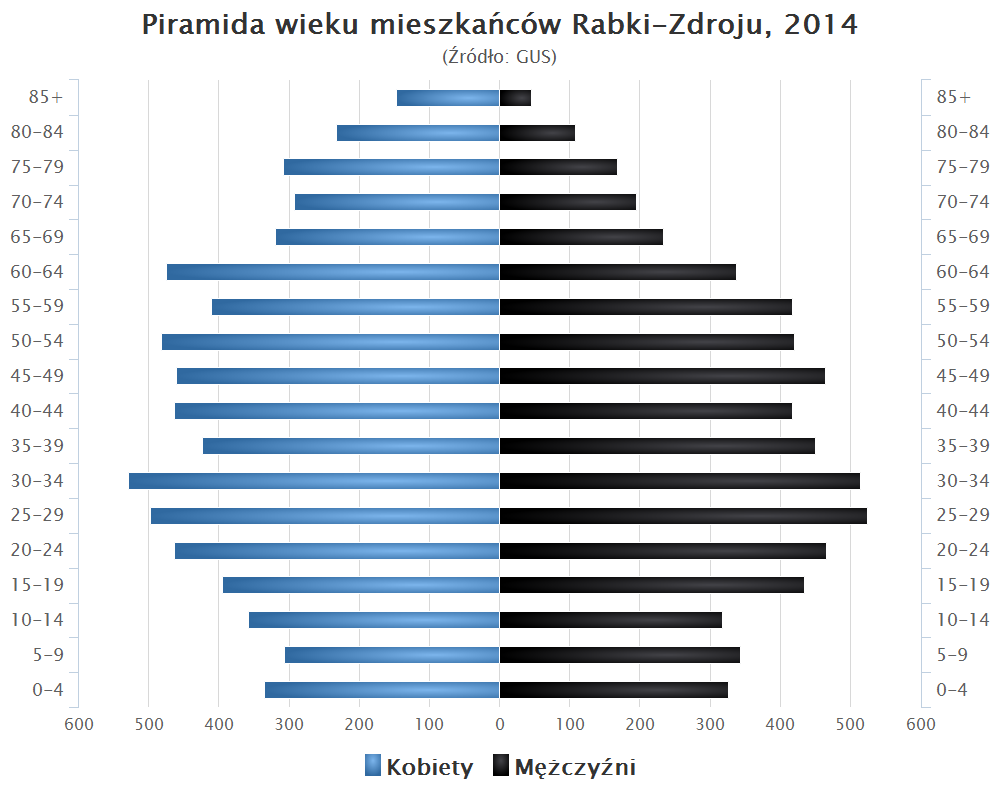

## Etnografía
Algunos investigadores se refieren a los habitantes locales como el "pueblo Rabcza", ligeramente diferente de otros grupos de las tierras altas. Originalmente, la tierra de Rabka-Zdrój estaba habitada por un grupo de montañeses llamados "Kliszczak", pero Rabka-Zdrój está ahora muy influenciada por la cultura de los górales de las montañas Tatra (esto se aplica especialmente a su vestimenta). Un gran grupo de personas cree que se trata de un subgrupo septentrional de la etnia de la región de Podhale.

## Transporte
La autopista S7 (parte de la ruta europea E77) atraviesa el extremo occidental de Rabka-Zdrój (Zabornia). Además, la carretera nacional 47 comienza en Rabka y la carretera nacional 28 atraviesa los distritos del norte.
Además, la línea de ferrocarril 104 (Chabówka - Nowy Sącz) atraviesa Rabka-Zdrój. Hay una parada de ferrocarril en la ciudad y una estación en desuso. Los trenes Regio que conectan Cracovia, Katowice y Zakopane y los trenes rápidos que conectan Gdynia y Zakopane paran y cambian de dirección en la estación de Rabka Zdrój. Además, los trenes retro que circulan en dirección a Mszana Dolna y Nowy Sącz paran en ambas estaciones.

## Balnearios
El pueblo es un conocido balneario desde hace más de un siglo. Aprovecha sus cualidades climáticas y sus aguas curativas para tratar trastornos respiratorios y circulatorios, principalmente en niños. El balneario cuenta con 9 tomas de agua profunda (hasta 1.200 m de profundidad), principalmente salmueras de cloruro de yodo y bromuro de sodio. La primera toma se realizó en 1858 y la temperatura del agua alcanza los 30 °C. En junio de 2009, se puso en funcionamiento una nueva torre de graduación cilíndrica, en sustitución de una torre de graduación que se había quemado durante la Segunda Guerra Mundial.
Los balnearios de Rabka cuentan con un centro de tratamientos naturales, cuatro sanatorios y cuatro hospitales balnearios, tres de los cuales son para niños. Además, la ciudad cuenta con el mencionado sanatorio infantil, el Centro de Rehabilitación Infantil Dr. A. Szebesta, una sucursal de campo del Instituto de Tuberculosis y Enfermedades Pulmonares y numerosas residencias de vacaciones.
Una importante ampliación del balneario es el parque balneario, cubierto por el programa de revitalización para el período 2007-2013.

## Cooperación internacional
Ciudades y pueblos hermanados: 
- Murrhardt, Alemania (desde 2009)
- Chateau-Gontier, Francia (desde 2009)
- Frome, Reino Unido (desde 2009)
- Kiskunfélegyháza, Hungría (desde 2013)